# Campanula uyemurae
Campanula uyemurae är en klockväxtart som först beskrevs av Yûshun Kudô, och fick sitt nu gällande namn av Kingo Miyabe och Misao Tatewaki. Campanula uyemurae ingår i släktet blåklockor, och familjen klockväxter.
Artens utbredningsområde är Sachalin. Inga underarter finns listade i Catalogue of Life.